# Blaubarts achte Frau
Blaubarts achte Frau (Original: Bluebeard’s Eighth Wife) ist eine Screwball-Komödie von Ernst Lubitsch aus dem Jahr 1938. Die Handlung lehnt sich an das französische Märchen Blaubart an. Das Drehbuch war die erste gemeinsame Arbeit von Billy Wilder und Charles Brackett.

## Handlung
Der exzentrische Millionär Michael Brandon will in einem Kaufhaus eine Schlafanzugjacke kaufen, aber ohne die dazugehörige Hose. Das Problem wird erst gelöst, als die adelige Französin Nicole de Loiselle eingreift und die Hose kauft. Brandon verliebt sich in die kesse junge Frau und will sie heiraten. Schließlich gibt auch ihr Vater seine Zustimmung.
Vor der Trauung erfährt die Braut jedoch, dass Brandon bereits siebenmal verheiratet war. Die Heirat findet statt, aber bald scheint der Ehemann das Interesse an seiner Gattin zu verlieren. Sie reicht von sich aus die Scheidung ein, doch zu guter Letzt verlieben die beiden sich erneut ineinander.

## Kritiken
Das Lexikon des internationalen Films schreibt „Geistreich-unterhaltsame, leicht frivole Lubitsch-Komödie mit ironischen Untertönen. Der Film lebt durch seine Dialoge und die weltfremde Skurrilität seiner Figuren. Lubitsch zelebriert einmal mehr die von ihm hochentwickelte Kunst der Andeutung.“
Das Gong-Lexikon urteilt: „Routiniert mit witzigen Höhepunkten.“